# 풍산초등학교 (전북)
풍산초등학교는 대한민국 전북특별자치도 순창군 풍산면 반월리에 있는 초등학교다.

## 학교 연혁
- 1932. 04. 16 풍산공립보통학교 설립인가(4년제)
- 1938. 04. 01 풍산공립심상소학교로 개칭
- 1941. 03. 31 풍산공립국민학교로 개칭
- 1951. 03. 30 오산초등학교 분리 인가
- 1971. 10. 26 풍산남초등학교 분리 인가
- 1981. 03. 04 병설유치원 인가
- 1992. 09. 01 풍산남초등학교 본교로 통합
- 1996. 03. 01 풍산초등학교로 개칭
- 1999. 09. 01 오산초등학교 본교로 통합
- 2003. 03. 01 전라북도교육청 지정 실과교육 연구학교 운영
- 2006. 03. 01 특수학급 1학급 인가
- 2008 ~ 2009 전라북도교육청지정 교원능력개발평가 시범학교 운영
- 2011 ~ 2013 전라북도교육청지정 혁신학교 운영(3년간)
- 2013. 03. 01~ 전라북도교육청지정 자율학교운영(5년간)
- 2014. 03. 01~ 전라북도교육청지정 혁신학교 운영(3년간)
- 2015. 03. 01 제34대 서정만 교장선생님 부임
- 2016. 02. 05 제 80회 졸업식 (총 졸업생 3,923명)
- 2016. 03. 01 초등학교 6학급, 특수학급 1학급, 유치원 1학급 편성